# Битка код Гиндара
Битка код Гиндара или битка на брду Гиндар вођена је 38. године п. н. е. у Сирији између римске војске под командом Публија Вентидија Баса и партске војске под командом принца Пакора. Део је Антонијевог партског похода. Римљани су однели одлучујућу победу.

## Увод
Партски краљ Ород II покреће 40. п. н. е. поход против Римске републике охрабрен грађанским ратовима који су последњих деценија потресале Рим. Ород осваја Сирију, Левант, Палестину и највећи део Мале Азије. Тријумвир Марко Антоније следеће године шаље своју војску под командом Публија Вентидија Баса. Бас Партима наноси поразе код Киликијских врата и Аманског превоја чиме их је протерао из Сирије и Мале Азије. Пакор 38. п. н. е. покреће нови поход. Бас је одлучио задржати га на самој граници.

## Битка
Бас шаље Пакору лажне уходе које су му сугерисале да са својим трупама пређе Еуфрат узводно. Пакор одбија сугестију и прелази реку низводно. То је и била Басова намера. Он заузима оближњи градић/брдо Гиндар. Када је Пакор изашао пред легионаре који су запосели брдо, одмах је дошло до битке. Бас је користио исту тактику као и у бици код Киликијских врата; натерао је непријатеља да напада узбрдо чиме је анулирао његову предност у коњици. Партска претходница коњаника-стрелаца брзо је уништена борбом прса у прса те су Римљани засипали копљима партску главнину. Потом је Бас наредио јуриш којим је потпуно поразио Парте. Принц Пакор је погинуо, а само мали бро успео се спасити и побећи преко Еуфрата.

## Последице
Битком код Гиндара завршени су партски офанзивни напади. Парти више неће покушавати да Римљанима преотму територије на истоку. У будућим римско-партским сукобима, Римљани су по правилу били у офанзиви. Бас је одбио да настави напредовање и потпуно уништи непријатеља да тиме не би створио завист код Марка Антонија. Марко Антоније следеће године преузима команду над његовим трупама и покреће поход који се завршио катастрофом.